# Laurent Mangel
Laurent Mangel (Vesoul, 22 maggio 1981) è un ex ciclista su strada francese, professionista dal 2005 al 2014.

## Carriera
Nel 2004, quando era ancora Under-23, vinse il Ruban Granitier Breton. Iniziò la carriera da professionista nel 2005. Dopo quattro anni trascorsi con l'AG2R, nel 2009 passò alla Besson Chaussures-Sojasun (divenuta Saur-Sojasun dal 2010).

## Palmarès
- 2004 (SCO Dijon)

Classifica generale Ruban Granitier Breton
Tour Nord-Isère
- 2005 (AG2R Prévoyance, una vittoria)

2ª tappa Boucles de la Mayenne
- 2006 (AG2R Prévoyance, una vittoria)

6ª tappa Tour de Langkawi
- 2009 (Besson Chaussures, due vittorie)

3ª tappa Tour de Bretagne
2ª tappa Tour du Gévaudan
- 2010 (Saur-Sojasun, tre vittorie)

Classic Loire-Atlantique
1ª tappa Boucles de la Mayenne
4ª tappa Tour de Wallonie (Vielsalm > Villers-le-Bouillet)

### Altri successi
- 2011

Classifica scalatori Vuelta a Murcia

## Piazzamenti

### Grandi Giri
- Giro d'Italia

2007: 112º
2008: 93º
- Tour de France

2011: 122º
- Vuelta a España

2013: ritirato (13ª tappa)
2014: 153º

### Classiche monumento
- Liegi-Bastogne-Liegi

2014: ritirato